# Железопътна линия Филипово – Панагюрище
Железопътната линия Филипово – Панагюрище е с междурелсие 1435 mm, намираща се в южна България, в областите Пловдив и Пазарджик.

## История
На построяването на тази железопътна линия се възлага стопанското съживяване на цветущите по-рано селища в този край, известен с историческата си роля в националноосвободителните борби на нашия народ. Значението на линията би било още по-голямо ако се осъществи първоначалния замисъл за удължаването ѝ в посока северозапад и свързването ѝ с Трета железопътна линия в района на гара Мирково, построена след 1952 г.
Инициативата за построяването на линията тръгва от населението, което се отнася през 1921 г. направо към министър-председателя, произхождащ от този край (Александър Стамболийски). Отговор последвал още същата година. Със закон от 27 октомври същата година е дадено разрешение линията да се строи като местна железница с концесия на Пловдивския окръжен съвет и на общините от Пловдивска и Панагюрска околия. Проучването и проектирането е извършено от Дирекцията за проучване и постройка на нови железопътни линии към Министерството на железниците пощите и телеграфите. По-късно със Закона за разширение на железопътната мрежа и пристанищата от 12 март 1923 г. тази линия е включена за строеж от държавата. Построена е с натурална и временна трудова повинност, като отделни сгради и малки съоръжения се възлагат за строеж чрез търг. Поради липса на средства строителството на линията продължава с прекъсвания до декември 1933 г.

## Съоръжения
| вид на съоръжението | km     | обща дължина, m |
| ------------------- | ------ | --------------- |
| стоманобетонен мост | 8+955  | 105.00          |
| стоманен мост       | 11+830 | 24.00           |
| стоманен мост       | 19+644 | 24.00           |
| стоманобетонен мост | 32+080 | 14.00           |
| тунел               | 54+291 | 131.00          |
| тунел               | 54+579 | 103.00          |
| стоманобетонен мост | 59+321 | 33.70           |
| стоманобетонен мост | 70+616 | 22.80           |
| стоманен мост       | 70+789 | 14.90           |

### Максимално допустими скорости (към 29.05.2022 г.)
| от гара    | до гара     | скорост |
| ---------- | ----------- | ------- |
| Филипово   | km 8+100    | 40      |
| km 8+100   | Съединение  | 65      |
| Съединение | km 34+850   | 60      |
| km 34+850  | сп. Стрелча | 50      |
| сп.Стрелча | Панагюрище  | 40      |

## Експлоатация
През 2002 г. е преустановено движението на пътнически влакове в участъка Съединение - Панагюрище. Следващата година са спрени и товарните влакове, гара Панагюрище е закрита, а жп линия е преобразувана във маневрен район без влаково движение. През 2006 г. са извършени ремонти по линията като от септември същата година е възстановено пътническото движение на влакове в участъка Съединение - Панагюрище. Положените релси са тип „РПШ“ 31,2 kg/m с дължина 9,55 m, втора употреба.
В миналото влаковете са се обслужвали с парни локомотиви серия 14.00, дизелови локомотиви серия 04.00 и серия 06.00, а пътническите с ДМВ серия 18.00. В днешно време товарните влакове се возят основно от дизелови локомотиви серия 07.00, а пътническите – с ДМВ серия 10.000 (Siemens Desiro).